# VMPC
VMPC (англ. Variably Modified Permutation Composition) — это потоковый шифр, применяющийся в некоторых системах защиты информации в компьютерных сетях. Шифр разработан криптографом Бартошем Жултаком (пол. Bartosz Żółtak,англ. Bartosz Zoltak) в качестве усиленного варианта популярного шифра RC4. Алгоритм VMPC строится как и любой потоковый шифр на основе параметризованного ключом генератора псевдослучайных битов. Основные преимущества шифра, как и RC4 — высокая скорость работы, переменный размер ключа и вектора инициализации (от 128 до 512 бит включительно), простота реализации (буквально несколько десятков строк кода).
Основа шифра - генератор псевдослучайных чисел, базой которого является односторонняя необратимая функция VMPC (англ. Variably Modified Permutation Composition):

## Реализация алгоритма

### Ключевое расписание
Алгоритм
преобразования ключа и (дополнительно) вектора инициализации в 256-элементную
перестановку P.
Инициализация глобальной переменной s.
С : Длина ключа в байтах {\displaystyle (16\leq c\leq 64)}
K : Ключ
z : Длина вектора инициализации в байтах {\displaystyle (16\leq z\leq 64)}
V : Вектор инициализации
i : 8-разрядная переменная
j : 16-разрядная переменная
s : 8-разрядная глобальная переменная
P : таблица из 256 байт для хранения перестановок

1.  s = 0
2.  for i = 0 to 255: P[i] = i

3.  for j = 0 to 767 // выполнить пп. 4-6:
	4.  i = j mod 256
	5.  s = P[(s + P[i] + K[j mod c]) mod 256]
	6.  Temp = P[i]
  	    P[i] = P[s]
  	    P[s] = Temp

7.   Если используется преобразование вектора инициализации 
	for j = 0 to 767 // выполнить пп. 8-10:
8.  i = j mod 256
9.  s = P[(s + P[i] + V[j mod z]) mod 256]
10. Temp = P[i]
    P[i] = P[s]
    P[s] = Temp

### Алгоритм зашифрования
Генерация выходной ключевой последовательности. 

Для генерации L байт выходного ключевого потока выполняются следующие операции:
L :  длина ключевой последовательности в байтах

1. i = 0
2. Повтор пп. 3-6 L раз:
	3. s = P[(s + P[i]) mod 256]
	4. Output = P[(P[P[s]] + 1) mod 256]
	5. Temp = P[i]
  	   P[i] = P[s]
  	   P[s] = Temp
	6. i = (i + 1) mod 256

## Реализация генератора псевдослучайных чисел

### Односторонняя функция VMPC (англ. Variably Modified Permutation Composition)
Функция VMPC степени  k < n  над  n-элементным множеством   x∈A,   A = {0,1,…n-1}:
```
 for x = 0 to n-1:  Q
k
(x) = VMPC
k
(P(x)) = P(P
k
(P
k-1
(…(P
1
(P(x)))…)))
```

Где  P: A → A  взаимно однозначная n-элементная перестановка  
 Pi (x)     n-элементная перестановка, 

Pi =  fi (P(x)),   Pi(x) ≠ P(x) ≠ Pj (x),    i≠j    i,j∈{1,2…k} 

fi (x) = (x + i) mod n ,
Функция VMPC 1 степени        Q1 (x)= VMPC1  (P(x) )=P(P(P(x))+1)
Функция VMPC 2 степени        Q2 (x)= VMPC2 (P(x))=P(P(P(P(x))+1)+2)
Функция VMPC 3 степени        Q3 (x)= VMPC3 (P(x))=P(P(P(P(P(x))+1)+2)+3)

### Пример расчета функции VMPC 1 степени
P(x) – один из вариантов перестановки {0,1,2,3,4}
| x            | 0 | 1 | 2 | 3 | 4 |
| P(x)         | 3 | 0 | 4 | 1 | 2 |
| VMPC1 (P(x)) | 4 | 2 | 1 | 0 | 3 |

VMPC1 (P(x))=P(P(P(x)) + 1)
x = 0
P(0) = 3
P(P(0)) = 1
P(P(0)) + 1 = 2
P(P(P(0) + 1)) = 4
VMPC1 (P(0)) = 4

### Поиск обратного значения функции VMPC
Нахождение обратного значения функции VMPC является вычислительно сложной задачей.
 Например, при   n = 256  для вычисления обратного значения функции  VMPC1 требуется {\displaystyle 2^{260}} операций, для  VMPC2 - {\displaystyle 2^{420}} , для  VMPC3 - {\displaystyle 2^{550}}.

#### Алгоритм
Восстановление n − элементной перестановки P, соответствующей значению Q(X)= VMPCk (P(X)). 
X, Y − временные переменные 
Для элемента P(x) = y вводятся следующие обозначения: 
X − аргумент: base или parameter
Y − значение: parameter или base соответственно
Пример: для элемента P(0) = 3: если аргумент 0 – parameter, то значение 3 – base. 
Алгоритм: 
1. Для произвольного значения X ∈ {0,1,…n-1} и Y ∈ {0,1,…n-1} найти один элемент перестановки P из предположения P(X) = Y. 
  1. В случайном порядке выбирается: является ли X – parameter, Y − base, или X – base, Y − parameter элемента P(X) = Y. P(X) = Y − текущий элемент перестановки P.
2. Найти все элементы перестановки P по алгоритму поиска.
3. Если все n  элементов перестановки найдены без противоречий, то завершить алгоритм.
4. Иначе
  1. Найти новый элемент перестановки по алгоритму отбора, P(X) = Y − текущий элемент перестановки.
  2. Сохранить parameter текущего элемента перестановки.
  3. Перейти к п. 2.
5. Если при выполнении п. 2. возникает противоречие:
  1. Удалить все найденные при выполнении п. 2. элементы перестановки P
  2. Для текущего элемента перестановки P: parameter = (parameter + 1) mod n,
  3. Если parameter принимает значение, сохраненное при выполнении п. 4.2 , то:
    1. удалить текущий элемент перестановки P.
    2. за текущий элемент перестановки принять значение, полученное при выполнении п. 1.
    3. перейти к п. 5.1.
6. Перейти к п.2.

#### Алгоритм поиска
Нахождение всех возможных элементов перестановки P по заданному Q и уже найденным элементам перестановки  P.
D, C − временные переменные
Обозначения:
statement y − последовательность y из k + 2 элементов перестановки P, использованных для вычисления Q(y).
word x последовательности y −элемент последовательности y под номером x.
Алгоритм:
1. C = 0; D = 0;
2. Если известен элемент P:
  1. Если элемент P(D) и k других известных элементов удовлетворяют общей схеме k + 1 элементов любой последовательности statement, то найти оставшееся word этой последовательности
  2. Если найденное word не является известным элементом P
    1. Обозначить найденное word как элемент P
    2. С = 1

  3. Если найденное word противоречит какому-либо из найденных ранее элементов, сообщить об ошибке, завершить алгоритм поиска.
3. D = D + 1
4. Если D < n перейти к п.2
5. Если C = 1 перейти к п.1.

#### Алгоритм отбора
Выбор такого нового элемента перестановки P, вычисление которого позволит найти максимальное количество элементов P на последующих шагах алгоритма нахождения обратного значения функции VMPCk. В результате выполнения алгоритма отбора определяется base нового элемента и произвольно выбирается его значение parameter. Данный алгоритм подходит для случая k<4.
B, R − временные переменные
Ta, Tv − временные массивы
W[j] − массив чисел
Алгоритм:
1. Инициализация переменных
  1. Ta = 0 , Tv = 0
  2. B = 0
  3. R = 1
2. Подсчет количества m известных элементов перестановки, которые являются word в последовательности statement, в которой неизвестный элемент P является word R c аргументом B. Ta = Ta + W[m]
3. Подсчет количества m известных элементов перестановки P, которые являются word в последовательности statement, в которой неизвестный элемент P является word R со значением B. Tv = Tv + W[m]
4. R = R + 1
5. Если R < n перейти к п.2.
6. B = B + 1
7. Если B < n перейти к п.1.c.
8. Выбирается значения index − любой из индексов массивов Ta или Tv, при котором значение, хранимое в ячейке массива максимально.
9. Если в п.8 выбран index массива Ta, то:
  1. X = index
  2. Случайно выбирается Y ∈ {0,1,…n-1}, такой что элемент перестановки  со значением Y еще не найден.
  3. Результат: P(x) = Y                    X − base,  Y – parameter
10. Если в п.8 выбран index массива Tv , то:
  1. Y = index
  2. Случайно выбирается X ∈ {0,1,…n-1}, такой что элемент перестановки со значением X еще не найден.
  3. Результат: P(x) = Y                    X – parameter,  Y − base

## Особенности
Вероятность получения
двух последовательных одинаковых результатов при генерации ключевой
последовательности при использовании
шифра VMPC равна {\displaystyle 2^{-N}} что совпадает с соответствующей вероятностью идеального
генератора случайной последовательности. 
{\displaystyle N} -  число разрядов внутреннего состояния
генератора псевдослучайной последовательности, обычно равно {\displaystyle 8}.
В 2005 году А. Максимов показал, что на основании {\displaystyle 2^{40}} выходных бит возможно отличить последовательность генератора VMPC от случайного потока 
 Эксперименты, проведенные
Б.Жултаком, показали, что не наблюдается статистически значимого отклонения
вероятности появления в выходной последовательности:
- каждого из возможных {\displaystyle 2^{8}}   значений ({\displaystyle P=1/256}   для {\displaystyle 2^{41.85}}   байт выходной последовательности);
- каждой из возможных {\displaystyle 2^{16}}   пар последовательных значений  ({\displaystyle P=1/65536}   для {\displaystyle 2^{40.1}}   байт выходной последовательности);
- каждой из возможных {\displaystyle 2^{24}}   троек последовательных значений ({\displaystyle P=1/16777216}   для {\displaystyle 2^{41.6}}   байт выходной последовательности)

## Безопасность
Утверждается, что потоковый шифр, благодаря значительной модификации исходного RC4 с учетом его уязвимостей, более устойчив к существующим атакам на потоковые шифры и атакам на шифр RC4. В то же время, безопасность большинства потоковых шифров практически сводится к нулю при использовании одного и того же ключа для зашифрования различных открытых текстов. В таком случае потоковый шифр уже не является генератором одноразового блокнота (потока случайных бит для зашифрования открытого текста). Данная проблема шифром VMPC в некотором роде решается использованием уникального вектора инициализации для каждого зашифрованного потока.
Утверждается, что сложность атаки на шифр составляет {\displaystyle 2^{900}} операций. Однако, существует метод, защищающий алгоритм от возможных уязвимостей. Данный подход заключается в повторении зависимой от ключа перестановки два раза: до и после перестановки, зависимой от вектора инициализации. Данное ключевое расписание именуется KSA3.